# شارون ونايت
شارون ونايت (بالإنجليزية: Sharon Knight)‏ هي ملحنة ومغنية أمريكية، ولدت في 8 يناير 1966.

## وصلات خارجية
- الموقع الرسمي